# Sektion Landshut des Deutschen Alpenvereins
Die Sektion Landshut des Deutschen Alpenvereins (kurz DAV Landshut) ist eine Sektion des Deutschen Alpenvereins in Landshut. Die Sektion Landshut wurde am 17. März 1875 gegründet und ist somit eine der älteren und mit 8.312 Mitgliedern (Stand: 31. Dezember 2024) eine der größeren Sektionen des Deutschen Alpenvereins und der größte Verein in Landshut.

## Geschichte
Zwölf Landshuter Bürger kamen am 17. März 1875 zusammen, um die Sektion Landshut des Deutschen und Österreichischen Alpenvereins zu gründen, als dessen 48. Sektion. In der Mitgliederversammlung vom 20. April 1875 erhielt die Sektion ihre erste Satzung. Auch der Grundstock für eine Bücherei wurde damals schon geschaffen. Seit dem Jahr 1895 erhielt die Sektion starken Zuwachs und von dieser Zeit an begann sich die Sektion mit der Planung eines Hüttenbaus zu beschäftigen. Im selben Jahr ging die Sektion auf die Suche nach einem geeigneten Arbeitsgebiet. In einer außerordentlichen Mitgliederversammlung am 15. Mai 1895 beschloss die Sektion, sich auf das Gebiet des südöstlichen Tuxer Kammes als Operationsfeld für die Wegebautätigkeit festzuglegen. Des Weiteren wurde 1896 mit der k.k. Forst– und Domänenverwaltung Innsbruck ein Pachtvertrag über ein 140 m² großes Grundstück als Hüttenbauplatz auf dem Wildseejoch ausgehandelt. Im Laufe des Jahres 1898 wurde dann ein Bauvertrag abgeschlossen. Termingerecht konnte am 13. und 14. August 1899 die Eröffnungsfeier der Landshuter Hütte unter Anwesenheit der Vereinsprominenz stattfinden.
Während des Ersten Weltkrieges beschränkte sich die Tätigkeit der Sektion auf wenige Versammlungen des Vorstandes. Den Zeitverhältnissen entsprechend vermittelte die Sektion damals auch den Ankauf von Ausrüstungsgegenständen aus Heeresbeständen. Der während des Krieges stark gesunkene Mitgliederstand begann allmählich wieder zu wachsen. Nach dem Krieg wurde die österreichisch-italienische Grenze von der Brennersenke nicht nur durch das Arbeitsgebiet der Sektion geführt, sondern sogar mitten durch die Landshuter Hütte. Durch diesen neuen Grenzverlauf verlor die Sektion das nun auf italienischen Boden liegende Wegenetz. Das führte 1926 zu dem Plan, auf österreichischem Gebiet eine Verbindung mit der Geraer Hütte und damit mit dem Wegenetz der Zillertaler herzustellen. Am 12. August 1928 wurde der von Innervals zur Landshuter Hütte führende Weg eröffnet, und zu Ehren des Inspirators und maßgeblichsten Mitarbeiters Geistbeckweg getauft.
Während des Zweiten Weltkrieges war eine normale Vereinstätigkeit nicht mehr möglich, sie kam schließlich ganz zum Stillstand und auch der Betrieb der Landshuter Hütte ruhte. Teilweise diente sie als Unterkunft für die auf der Friedrichshöhe tätigen Beobachter der Flugabwehr. Das Kriegsende brachte die Auflösung des Hauptvereins und aller Sektionen durch die Besatzungsmacht. Die deutschen Hütten in Österreich standen unter Treuhandverwaltung. Erst 1947 war es möglich, die Sektion unter dem Namen „Alpenclub Landshut“ wieder ins Leben zu rufen.
Um den nötigen Anschluss zwischen dem zum Teil sehr jungen Nachwuchs und den Bergsteigern mittleren Lebensalters wieder zu gewinnen, wurde 1948 die Jungmannschaft und Jugendgruppe gegründet. Die beschlagnahmte Landshuter Hütte konnte erst 1954 wieder bewirtet werden. Die endgültige Klärung erfolgte 1957, erst von diesem Zeitpunkt an war die Sektion wieder unbeschränkte Eigentümerin der Hütte. Große Tage, aber auch unendlich viel Arbeit, brachte die Hauptversammlung des Deutschen Alpenvereins am 6. bis 8. Oktober 1961, die erstmals in Landshut abgehalten wurde. Auf Anregung des Tourenwarts bildete sich Anfang 1964 eine Schi-Hochtourengruppe. Um eine ständige Verbindung zwischen der Sektionsleitung und den Mitgliedern herbeizuführen, insbesondere mit den recht zahlreichen Auswärtigen, die nicht in der Lage sind, an dem Sektionsgeschehen teilzunehmen, gibt die Sektion seit 1950 zweimal jährlich das Magazin „Landshut Alpin“ heraus.
Die ostdeutschen Sektionen wurden 1945 durch die sowjetische Besatzungsmacht aufgelöst. Eine Wiedergründung während der Zeit der DDR war nicht möglich. Deshalb übertrug im Jahr 1956 der Verwaltungsausschuss des Deutschen Alpenvereins die Geraer Hütte, erbaut 1895 von der 1879 gegründeten Sektion Gera, der Sektion Landshut zur treuhänderischen Verwaltung. Im Jahr 1969 schloss sich daran ein Betreuungsvertrag, der 1973 zur Eigentumsübertragung führte. Nachdem die Sektion Gera 1990 neugegründet wurde, unterhält diese eine Hüttenpatenschaft zu ihrer alten Hütte und beide Sektionen betreuen das Schutzhaus heute zusammen.
Die Landshuter Europahütte, ehemals Landshuter Hütte, wird seit 1989 gemeinsam von der Sektion Landshut des Deutschen Alpenvereins und der Sektion Sterzing des Club Alpino Italiano bewirtschaftet. Durch das Auftauen des Permafrosts in rund 2700 m Höhe treten inzwischen vermehrt Bauschäden in Form von Rissen am Mauerwerk und in den Fundamenten an der Hütte auf. Deshalb ist ein Neubau unbedingt erforderlich, der möglichst anlässlich der 125-Jahr-Feier der Landshuter Europahütte im Jahr 2024 fertig sein soll.[veraltet]

## Sektionsvorsitzende
Eine chronologische Übersicht über alle Präsidenten der Sektion seit Gründung.
| Amtszeit  | Präsident       |
| --------- | --------------- |
| 1875–1897 | Josef Eilles    |
| 1897–1905 | Alois Zott      |
| 1905–1909 | Richard Adam    |
| 1909–1919 | Hofmann         |
| 1919–1923 | H. Kestel       |
| 1923–1925 | G. Dietl        |
| 1926–1930 | Emil Bems       |
| 1931–1935 | Anton Schmid    |
| 1935–1937 | Paul Bauer      |
| 1937–1945 | Georg Geistbeck |
| 1945–1947 | ― 1             |
| 1948–1949 | Franz Kekulé    |
| 1949–1956 | Hans Thoma      |
| 1956–1970 | Wilhelm Grunert |

| Amtszeit  | Präsident           |
| --------- | ------------------- |
| 1970–1994 | Eberhard Koller     |
| 1994–2010 | Franz-Xaver Gröll   |
| Seit 2010 | Bernhard Tschochner |

Anmerkung

## Mitglieder
| Jahr | Mitglieder |
| ---- | ---------- |
| 1875 | .00012     |
| 1900 | .00299     |
| 1930 | .00620     |
| 1950 | .00472     |
| 1975 | 01.000     |
| 2010 | 04.404     |
| 2023 | 07.927     |

## Einrichtungen der Sektion

### Hütten
- Die Landshuter Europahütte (italienisch sowohl Rifugio Venna alla Gerla als auch Rifugio Europa) ist ein Schutzhaus, das gemeinsam von der Sektion Landshut des DAV und der Sektion Sterzing des CAI bewirtschaftet wird. Kurios ist, dass quer durch die Hütte die Landesgrenze zwischen Österreich und Italien verläuft.
- Die Geraer Hütte wurde 1895 von der Sektion Gera erbaut, von der Sektion Landshut 1969 übernommen und wird seit 1990 von beiden Sektionen betreut.

### Kletteranlage
- DAV Kletterzentrum Landshut. Das neue, 16 Meter hohe Domizil der Sektion Landshut des DAV wurde 2012 eingeweiht. Im DAV Kletterzentrum Landshut gibt es abwechslungsreiche Routen. Es warten immer wieder neue Herausforderungen im Indoor- als auch im Outdoor-Bereich auf die Mitglieder, da das Routenbau-Team immer fleißig am Schrauben ist. Ebenso können sich Besucher in der separaten Boulderhalle kniffligen Boulderproblemen stellen.

Die DAV Kletterhalle bietet 200 abwechslungsreiche Routen, 400 m² separates Boulderparadies, Herausforderungen in jedem Schwierigkeitsbereich (Grad 4 – 10). Somit kommen Schnupperkletterer, Breiten- & Leistungssportler voll auf ihre Kosten. Als Talentsichtungszentrum steckt hier auch der größte Teil der Jugendarbeit. Neben den festen Kinder- und Sportklettergruppen gibt es aber natürlich eine Vielzahl an Kursen: Kinder und Erwachsene, Anfänger und Fortgeschrittene.

### Geschäftsstelle
Ebenfalls seit 2012 befindet sich die neu eingerichtete Geschäftsstelle im Sektionszentrum (Kletterzentrum) in der Ritter-von-Schoch Str.6 in Landshut.

## JDAV Alpenverein Sektion Landshut
Die Alpenvereinsjugend wurde im Jahr 1919 vom Hauptverein ins Leben gerufen. Es dauerte noch Jahre, bis der Alpenverein die Ausbildung von Jugendleitern, Lehrwarte und Tourenführern vorantrieb. Die Hauptversammlung der Sektion Landshut beschoss 1948 die Gründung einer Jungmannschaft sowie einer Jugendgruppe.
Die heutige Alpenvereinsjugend
Das Jugendleiterteam wächst und wächst. Daher wird in der Sektion mittlerweile einiges für Kids und Teens geboten. Folgende Gruppen haben sich etabliert: Die Kinderklettergruppen für die Kinder von 8 bis 13 Jahren, es folgt die Ü14 Gruppe, das Sportklettern, der Jugendtreff, die Jugendtouren und das Ferienprogramm. In den Schulferien gibt es immer wieder ein buntes Programm. Vom Klettern über Basteln und Radfahren ist für jeden etwas dabei.

## Angebote für Mitglieder
Das Ausbildungs- und Tourenprogramm der Sektion Landshut umfasst das ganze Spektrum der alpinen Betätigung: Bergwandern, Begehen von Klettersteigen, Skibergsteigen, Alpiner Skilauf, Klettern in der Halle (Anfänger und Fortgeschrittene), Felsklettern im Mittelgebirge (Anfänger und Fortgeschrittene), Felsklettern in den Alpen (Anfänger und Fortgeschrittene), Hochtouren, Mountainbike. Zwei Mal im Jahr erscheint das Magazin „Landshut Alpin“. Eine außerordentlich wichtige Funktion in einem Großverein, vor allem wenn dieser viele auswärtige Mitglieder zählt.

## Bekannte Mitglieder
- Josef Eilles, Reichsgerichtsrat.
- Alois Zott, Bergsteiger.
- Emil Bems, Jurist.
- Paul Bauer, Bergsteiger sowie Major der Gebirgsjäger.
- Wilhelm von Burkhard